# 降临节日历

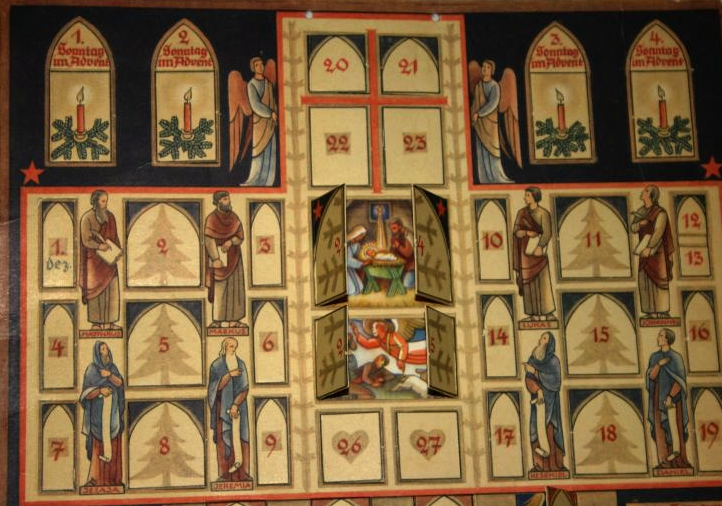
一个传统降临节日历，24扇门背后为不同的基督降生场景图画。日历以圣诞节元素做装饰。

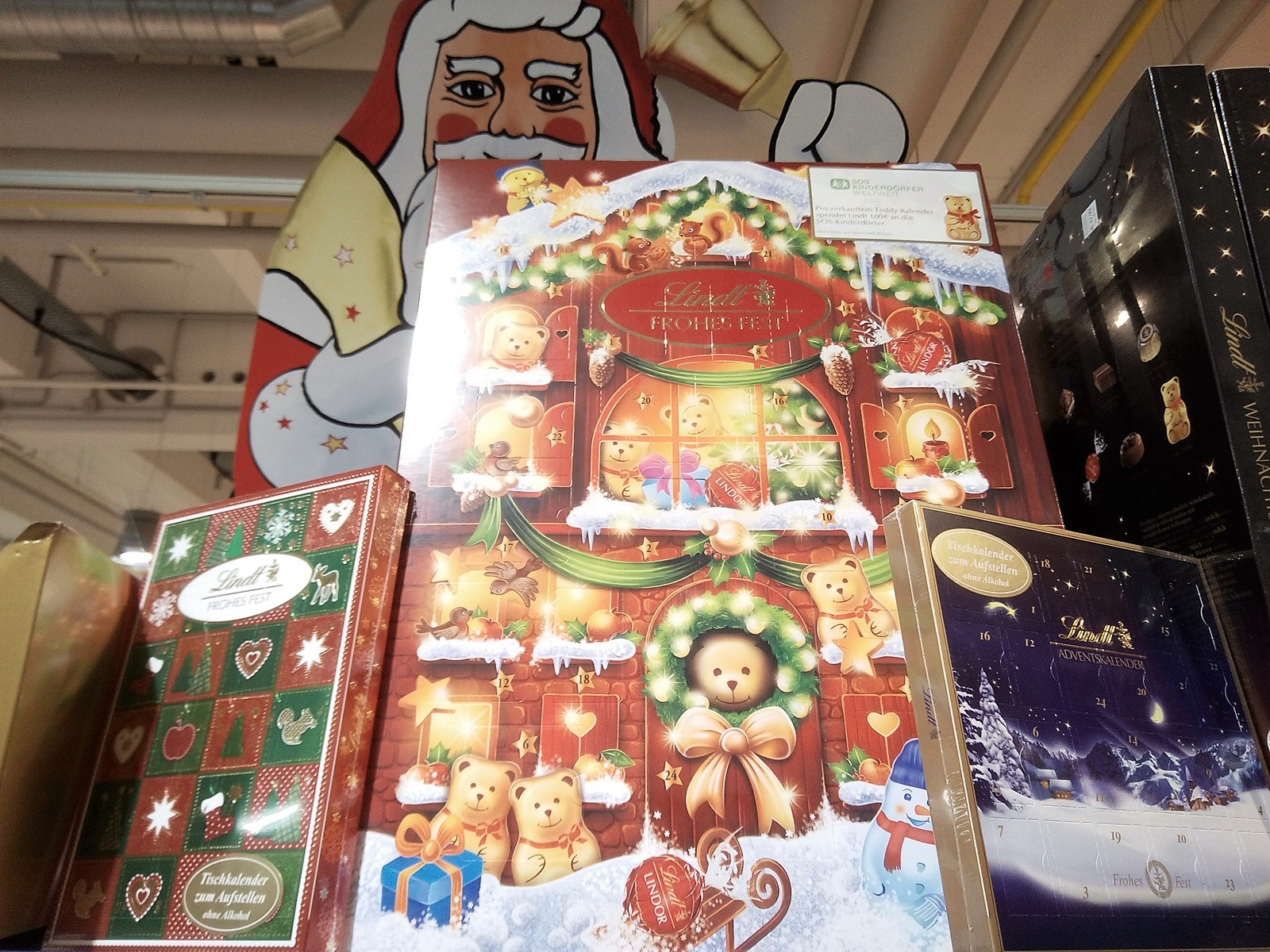
瑞士莲生产的各种巧克力降临节日历

降临节日历，是用来倒数计算圣诞节来临的日子用的日历。日历自将临期的第一主日开始计算，即自11月30日最近的星期日起倒计时，直至圣诞节。现代降临节日历为了简便，则通常从12月1日开始计算。日历多以纸盒制成，上面有24个分隔开的小格子或小口袋对应着24天。每日可以开启一个小门从格子取出里面的礼物。传统礼物为《圣经》的章节或引文，现代礼物则主要为巧克力、圣诞饼干或糖果，也会有蜡烛等小玩具。日历可以用不同的主题装饰，不过主要与冬季和圣诞节相关。这一习俗起源于19世纪德国的路德宗，不过也慢慢传播至其他基督教派系。